# Meratusflugsnappare
Meratusflugsnappare (Cyornis kadayangensis) är en nyligen beskriven fågelart i familjen flugsnappare inom ordningen tättingar.

## Utseende och läte
Meratusflugsnapparen har orangefärgat bröst och vit buk. Hanen är djupblå ovan och honan gråbrun med ljus ögonring. Arten liknar både malajflugsnapparen och borneoflugsnapparen, men hittas vanligen högre upp. Hane borneoflugsnappare är vidare ljusare blå ovan och honan saknar ljus ögonring, medan malajflugsnapparen saknar det utbrett orangefärgade bröstet. Sången består av ett antal fallande toner följt av en enkel ljus. Lätet består av en ihålig ton eller en ljus dubblerad.

## Utbredning och systematik
Meratusflugsnapparen förekommer i Meratusbergen på sydöstra Borneo. Den beskrevs som ny art så sent som 2021 efter att ha upptäckts 2015. 

## Levnadssätt
Meratusflugsnappare hittas i bergsbelägen regnskog. Den ses ensataka eller i par från skuggig undervegetation upp till skogens mellersta skikt.

## Status
Meratusflugsnapparen har ett litet känt utbredningsområde, men beskrivs som vanlig. Den hotas möjligen av skogsavverkning och fångst för vidare försäljning inom burfågelindustrin och tros därför minska i antal, dock relativt långsamt. IUCN kategoriserar den som nära hotad.